# Persea fastigiata
Persea fastigiata är en lagerväxtart som beskrevs av Kopp. Persea fastigiata ingår i släktet avokador, och familjen lagerväxter.

## Underarter
Arten delas in i följande underarter:
- P. f. bilocularis
- P. f. sericea